# Daïra d'Oued Zenati
La daïra de Oued Zenati est une circonscription administrative algérienne située dans la wilaya de Guelma. Son chef-lieu est situé sur la commune éponyme d'Oued Zenati.
La daïra regroupe les trois communes:
- Oued Zenati
- Bordj Sabat
- Aïn Reggada